# Volana
Volana este un gen de molii din familia Lymantriinae.

## Species
Câteva specii din acest gen sunt:
- Volana cyclota (Collenette, 1959)
- Volana flavescens Griveaud, 1977
- Volana lakato Griveaud, 1977
- Volana lichenodes (Collenette, 1936)
- Volana masoala Griveaud, 1977
- Volana mniara (Collenette, 1936)
- Volana perineti Griveaud, 1977
- Volana phloeodes (Collenette, 1936)